# Лалка Павлова
Лалка Павлова е българска народна певица, изпълнителка на песни от Тетевенско. Прави записи на песни от родния си край за радиото, издава грамофонни плочи, пътува с концертни групи в България.

## Биография
Най-известна е с участието си в „Наша песен“ — певчески състав, който включва още Мита Стойчева, Радка Кушлева, Ика Стоянова, Славка Секутова, Борис Машалов и Борис Карлов.
В памет на Лалка Павлова от 1990 г. през три години се провежда тридневният национален конкурс за северняшки песни „С песните на Лалка Павлова“.
Най-популярната песен на българската народна певица е „Тръгнало е буле“, с която всеки свързва името ѝ.
Умира през 1986 година в София.